# R. Brent Tully
R. Brent Tully   (Toronto, 9 de març de 1943) és un astrònom de l'Institut d'Astronomia de Honolulu, Hawaii. En 1972 va obtenir el seu doctorat en astronomia a la Universitat de Maryland.
L'especialitat de Tully és l'Astrofísica de galàxies. Ell, juntament amb J. Richard Fisher, va proposar l'ara famosa Relació de Tully-Fisher en el document: Un nou mètode per determinar les distàncies a galàxies, publicat en Astronomy and Astrophysics, vol. 54, N ° 3, al febrer de 1977. També va publicar el llibre El Catàleg de Galàxies Properes en 1988, amb localitzacions en 3D de les 68.000 galàxies més properes a la Terra. Aquests catàleg forma una cub de galàxies dins d'una àrea de 700 milions d'anys llum centrat a la Terra. Una representació visual navegable d'aquest índex es pot trobar al programari de Planetari Starry Night Pro, on les dades són denominades Tully Database. Dins d'aquesta base de dades està el que R. Brent Tully anomena complex de supercúmuls Peixos-Balena.
L'equip internacional de R. Brent Tully, de la Universitat de Hawai en Manoa, Estats Units, va aconseguir determinar el contorn de l'immens supercúmul de galàxies que conté a la nostra Via Làctia, i el van batejar com “Laniakea”, que significa “cel immens” en hawaià.

El 2014 va guanyar el Premi Gruber de cosmologia.